# Јасион
Јасион (грч. Iasion) - Бог плодне земље. Син бога Зевса и Атлантове кћерке Електре.

## Митологија
Јасион није припадао вишим боговима, мада је био бог плодне земље, а по неким митолошким изворима, он је био краљ у Тесалији или Аркадији.
У Јасиона се заљубила богиња Деметра и са њим је имала сина Плута, који је постао бог богатства.
По једним изворима, Зевс, који се годинама трудио да задобије љубав богиње Деметре, када је чуо да се она заљубила у Јасиона, страшно се наљутио и казнио је Јасиона тако што га је убио небеском муњом.
По другом извору мита о Јасиону, он је врло дуго живео, а у току свог живота је увео култ богиње Деметре на Сицилији.
Хомер и Хесиод, најстарији грчки песници, помињу Јасиона као Деметриног љубимца, али се на његов лик скоро и не осврћу. Понекад, се лик Јасиона помиње, као демон подземља, а не као бог плодне земље.